# Ferrovia da Mauritânia

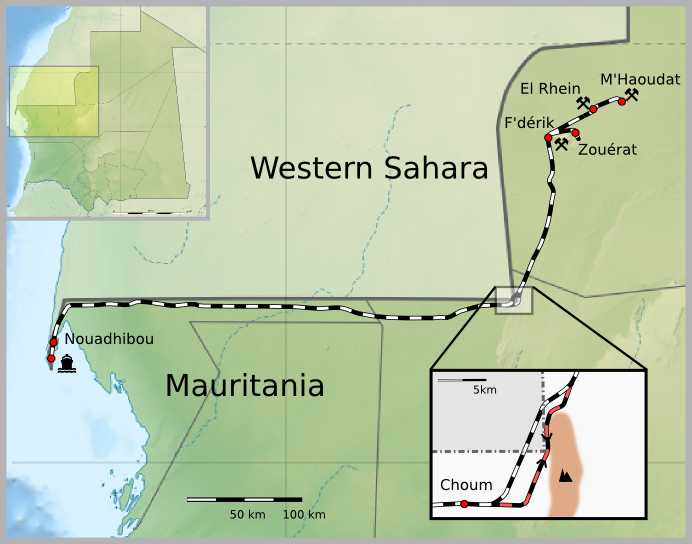
Mapa da ferrovia da Mauritânia

A Ferrovia da Mauritânia é a ferrovia nacional da Mauritânia. A construção da linha começou em 1960, com a sua abertura em 1963. Consiste em uma única linha de ferrovia de 704 quilómetros ligando o centro de minério de ferro de Zuerate com o porto de Nuadibu, via Fderik e Choum. A agência estadual Société nationale industrielle et minière (SNIM) controla a linha ferroviária.
Desde o fecho do Túnel Choum, uma secção de 5 km da ferrovia corta pela parte controlada pela Frente Polisário do Saara Ocidental (21° 21′ 18″ N, 13° 00′ 46″ O).

## História
A linha foi um sucesso e forneceu uma grande porção do PIB da Mauritânia; como resultado, a linha foi nacionalizada em 1974. Depois da anexação pela Mauritânia do sul da Saara Ocidental em 1976, a linha foi alvo de ataques constantes pela milícia Polisário, efetivamente pondo a linha fora de uso e assim paralisando a economia. Isto teve um grande papel em solicitar ao exército derrubar o Presidente mauritano Moktar Ould Daddah em 1978, depois de uma retirada da Saara Ocidental no ano seguinte. Com a linha agora segura, reparações foram conduzidas e os comboios começaram a usa-la novamente no início dos anos 80. Esta ferrovia é incomum pela sua utilização do acoplador do tipo soviético SA-3, o que é raro em países não ex-soviéticos.[carece de fontes?]

## Tráfego

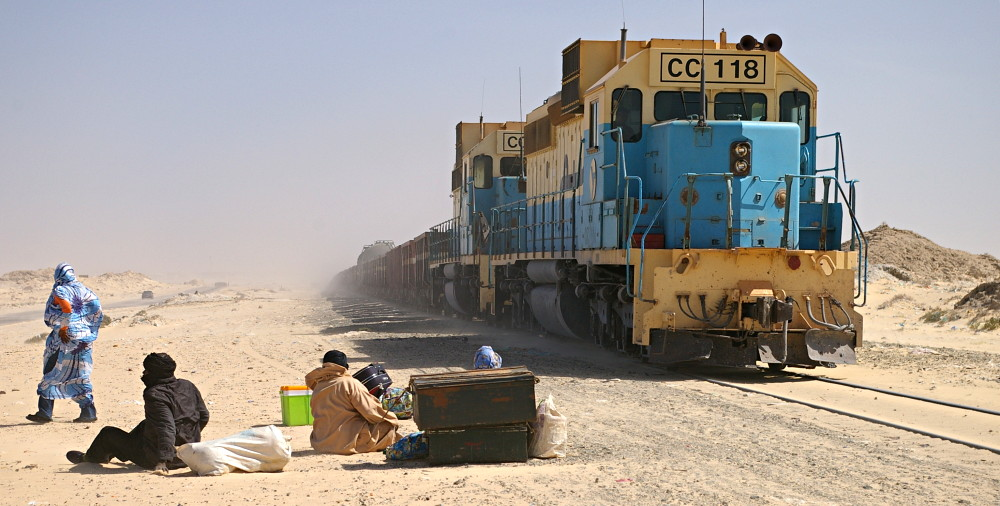
Comboio da Mauritânia Railway na estação de Nouadhibou

Os comboios na ferrovia têm até 3 quilómetros de comprimento, tornando-os entre os mais longos e pesados do mundo. Eles consistem de 3 ou 4 locomotivas diesel-elétricas EMD, 200 a 210 vagões cada levando 84 toneladas de ferro, e 2-3 vagões de serviço. O tráfego total é em média 16.6 milhões de toneladas por ano.
Os passageiros são ocasionalmente transportados por comboio; estes serviços são geridos por um subsidiário SNIM, a Société d'Assainissement, de Travaux, de Transport et de Maintenance (ATTM). Os vagões de passageiros são por vezes ligados aos comboios de carga, mas mais frequentemente os passageiros simplesmente andam livremente em cima dos vagões de minério. Os passageiros incluem locais, comerciantes, e ocasionalmente alguns turistas aventureiros. As condições para estes passageiros são incrivelmente duras com temperaturas diurnas a exceder os 40º C, e as temperaturas noturnas próximas do gelar, e mortes por quedas são comuns.[carece de fontes?]
Em janeiro de 2019, a ferrovia resumiu turismo depois de uma pausa de dez anos; parte da pista passava por uma área turística proibida. Uma das paragens na rota turística é uma mina de ferro. A rota turística é tipicamente operada por uma locomotiva levando duas carruagens de passageiros.

## Locomotivas
Em outubro de 2010, a SNIM encomendou seis locomotivas EMD SD70ACS, que tinham um sistema de filtragem de impulsos, arados de areia móveis, sistema de controlo EM2000 e sistema de visualização FIRE juntamente com modificações semelhantes para permitir operações a altas temperaturas.

Antes disto a ferrovia tinha operado locomotivas americanos EMD SDL40-2, também com modificações especiais para lidar com operar em ambientes empoeirados e de alta temperatura, que substituíram vinte e uma locomotivas MIFERNA Classe CC que tinham sido personalizadas na França para operar nas mesmas condições duras.

## Glencore
Em 2014, o gigante mineiro Glencore adquiriu 18 anos de acesso à infraestrutra ferroviária e portuária da SNIM por $1 bilião, com a intenção de a ligar a novas minas de ferro em Askaf e Guelb El Aouj. Este acordo almejava em poupar custos ao evitar a construção de linhas e instalações separadas. Glencore retirou o projeto um ano mais tarde, depois de uma queda de 40% no preço do ferro.